# Vincenzo Rimi
Vincenzo Rimi (Alcamo, 6 maggio 1902 – Alcamo, 28 marzo 1975) è stato un mafioso italiano, legato a Cosa nostra.

## Biografia
Di professione allevatore di pecore e bovini, già negli anni trenta fu processato per rapina, omicidio ed abigeato ma sempre assolto per insufficienza di prove ed inviato al confino nell'isola di Ustica. Negli anni quaranta divenne il capo della cosca mafiosa di Alcamo. Il sociologo Pino Arlacchi scrive che Vincenzo Rimi era "considerato come il leader morale di tutta Cosa Nostra siciliana degli anni Cinquanta e Sessanta".
Fu sempre vicino ad ambienti politici della Democrazia Cristiana, in particolare al castellammarese Bernardo Mattarella, come denunciato dall'attivista Danilo Dolci. Nel 1952 il bandito Gaspare Pisciotta lo accusò di essere il mandante di alcuni sequestri di persona commessi dalla banda Giuliano ma venne assolto perché "probabilmente Pisciotta accusò Rimi per un secondo fine, per speranza di aiuti politici". Nel 1954 venne sospettato di aver ordinato l'avvelenamento in cella di Pisciotta perché anche lui in quei giorni era detenuto nel carcere dell'Ucciardone di Palermo ma non venne mai indagato. Il 16 settembre 1957 prese parte all'incontro all'Hotel delle Palme di Palermo, tra i boss della mafia americana e quella siciliana. Negli anni '60 avviò una serie di attività imprenditoriali, come la costruzione ad Alcamo Marina del Motel Beach, struttura alberghiera e turistica edificata su uno dei suoi terreni con contributi ottenuti dalla Regione Siciliana.
Nel processo celebratosi a Perugia, fu condannato in primo grado e in appello all'ergastolo per l'assassinio, avvenuto il 30 gennaio 1962, di Salvatore Lupo Leale, figlio di Serafina Battaglia. Il giovane era stato ucciso perché aveva progettato di vendicarsi dei Rimi, che riteneva colpevoli dell'omicidio del padre, espulso da Cosa Nostra. La Battaglia fu la prima donna che testimoniò contro un boss mafioso. Però nel 1971, in Cassazione la condanna fu annullata perché si scoprì che la Battaglia aveva mentito. Il nuovo processo portò il 13 febbraio 1979 all'assoluzione dei Rimi per insufficienza di prove. Il vecchio Rimi morì, nel suo letto, prima di quest'ultima sentenza. Secondo la testimonianza di Tommaso Buscetta, l'assoluzione dei Rimi fu possibile grazie a Gaetano Badalamenti, il quale richiese addirittura l'intervento dell'onorevole Giulio Andreotti recandosi personalmente presso il suo studio romano: i giudici del processo Andreotti ritennero riscontrata la circostanza dell'incontro tra Badalamenti e lo statista democristiano, ma esclusero l’intervento manipolatorio di Andreotti.

### La famiglia
Vincenzo Rimi ebbe due figli maschi: Natale e Filippo. Il figlio Filippo (1923) divenne cognato di Gaetano Badalamenti, avendo sposato la sorella della moglie. La figlia Antonina sposò il castellammarese Antonino Buccellato, esponente mafioso ucciso nel 1981. Filippo Rimi ebbe due figli: Vincenzo e Leonardo. 
Nel 1984 il trentaduenne Leonardo fu assassinato a Cinisi da suo suocero Ciccio Di Trapani, che si schierò dalla parte dei corleonesi durante la seconda guerra di mafia mentre Leonardo essendo il nipote di Badalamenti e figlio di Filippo automaticamente era schierato con la vecchia guardia alleata di Stefano Bontate acerrima nemica della mafia emergente di Corleone capeggiata da Luciano Liggio e dopo da Totò Riina. Invece Natale Rimi, impiegato presso il Comune di Alcamo, venne arrestato nel 1971 perché il suo trasferimento agli uffici della Regione Lazio risultò irregolare ed infatti per tale vicenda verrà condannato insieme al Presidente democristiano della giunta regionale laziale Girolamo Mechelli e ad Italo Jalongo, consulente fiscale del boss Frank Coppola: il caso del trasferimento di Rimi sarà inoltre oggetto d'indagine da parte della Commissione Parlamentare Antimafia della V Legislatura presieduta dall'on. Francesco Cattanei, che lo riterrà un tentativo di impiantare una "colonia" mafiosa nel Lazio. Secondo Tommaso Buscetta e Antonino Calderone, Natale Rimi venne attivamente coinvolto nel Golpe Borghese la sera dell'8 dicembre 1970.
Nel 1981 ad Alcamo ci fu una guerra tra esponenti dei vari clan di Cosa nostra per assumere il controllo e Natale Rimi fu preso di mira per i suoi numerosi guadagni e poteri finanziari che facevano gola agli ex gregari del padre Vincenzo schierati dalla parte della nuova mafia emergente di Alcamo alleata con i corleonesi e guidata da Vincenzo Milazzo, con l’obiettivo di spazzare via i vecchi boss. Filippo e Vincenzo Rimi si resero irreperibili e si diedero alla latitanza per paura di essere uccisi e si rifugiarono lontano dalla Sicilia ma vennero arrestati nel 1985 nei pressi di Carpi (Modena), dove risultarono ancora in contatto con i Badalamenti. Natale fu arrestato in Spagna nel 1990 e interrogato dalle autorità italiane, ma il governo spagnolo negò l’estradizione e fu lasciato libero non avendo accuse e crimini a suo carico con prove sufficienti da parte del governo italiano. Filippo fu nuovamente arrestato nel 1992, dopo quattro anni di latitanza, con l'accusa di associazione di stampo mafioso.